# Кондратовская (Телеговское сельское поселение)
Кондратовская — деревня в Красноборском районе Архангельской области. Входит в состав Телеговского сельского поселения.

## География
Находится в юго-восточной части Архангельской области на расстоянии приблизительно 15 км на восток-юго-восток по прямой от административного центра района Красноборск на левом берегу реки Северная Двина.

## История
В 1859 году здесь (деревня Великоустюжского уезда Вологодской губернии) было учтено 10 дворов.

## Население
Численность населения: 66 человек (1859 год), 1 (русские 100 %) в 2002 году, 2 в 2010.